# Chuck Baldwin
Charles O. « Chuck » Baldwin  (né le 3 mai 1952) est un pasteur baptiste indépendant fondamentaliste et homme politique américain, militant du Parti de la Constitution. Il réside à Pensacola (Floride).

## Biographie
Il est né à La Porte (Indiana), le 3 mai 1952. Il a étudié au Thomas Road Bible Institute (maintenant le Liberty Bible Institute à l'université Liberté) et a obtenu un diplôme biblique. Il a également étudié la théologie par correspondance avec le Christian Bible College de Rocky Mount (Caroline du Nord), et obtenu un Bachelor of Divinity et un master.

### Ministère
En 1975, avec quatre autres personnes, il a fondé la Crossroad Baptist Church à Pensacola, Floride, une église baptiste indépendante fondamentaliste . En 2010, il est devenu pasteur à la Liberty Fellowship de Kalispell, au Montana.

### Carrière
Il en fut le candidat au poste de vice-président des États-Unis lors de l'élection présidentielle de 2004, en tandem avec Michael Peroutka pour la présidence. Le 26 avril 2008, il fut investi comme candidat de ce parti pour l'élection présidentielle américaine de 2008.